# Autostrada A19 (Włochy)
Autostrada A19 – autostrada na Sycylii we Włoszech, łącząca miasta Palermo i Katania.
A19 rozpoczyna się w okolicach miasta Palermo, przebiega wzdłuż Morza Tyrreńskiego na odcinku około 45 kilometrów, a następnie skręca na południe, przebiegając przez pasmo górskie Madonie  i  Równinę Katańską.
Autostrada A19 liczy łącznie ponad 199 kilometrów. Posiada połączenie z dwiema innymi głównymi drogami na Sycylii  – A18 (Mesyna – Katania) i A20 (Mesyna – Palermo).

## Historia
Budowa autostrady trwała od 1970 do 1975 roku. A19 odciążyła ruch drogowy pomiędzy Palermo a Katanią.